# Protectorat de Bohême-Moravie
Pour les articles homonymes, voir Bohême-Moravie.
16 mars 1939 – 9 mai 1945
(6 ans, 1 mois et 23 jours)
Entités précédentes :
- République tchécoslovaque (Deuxième République)

Entités suivantes :
- République tchécoslovaque (Troisième République)

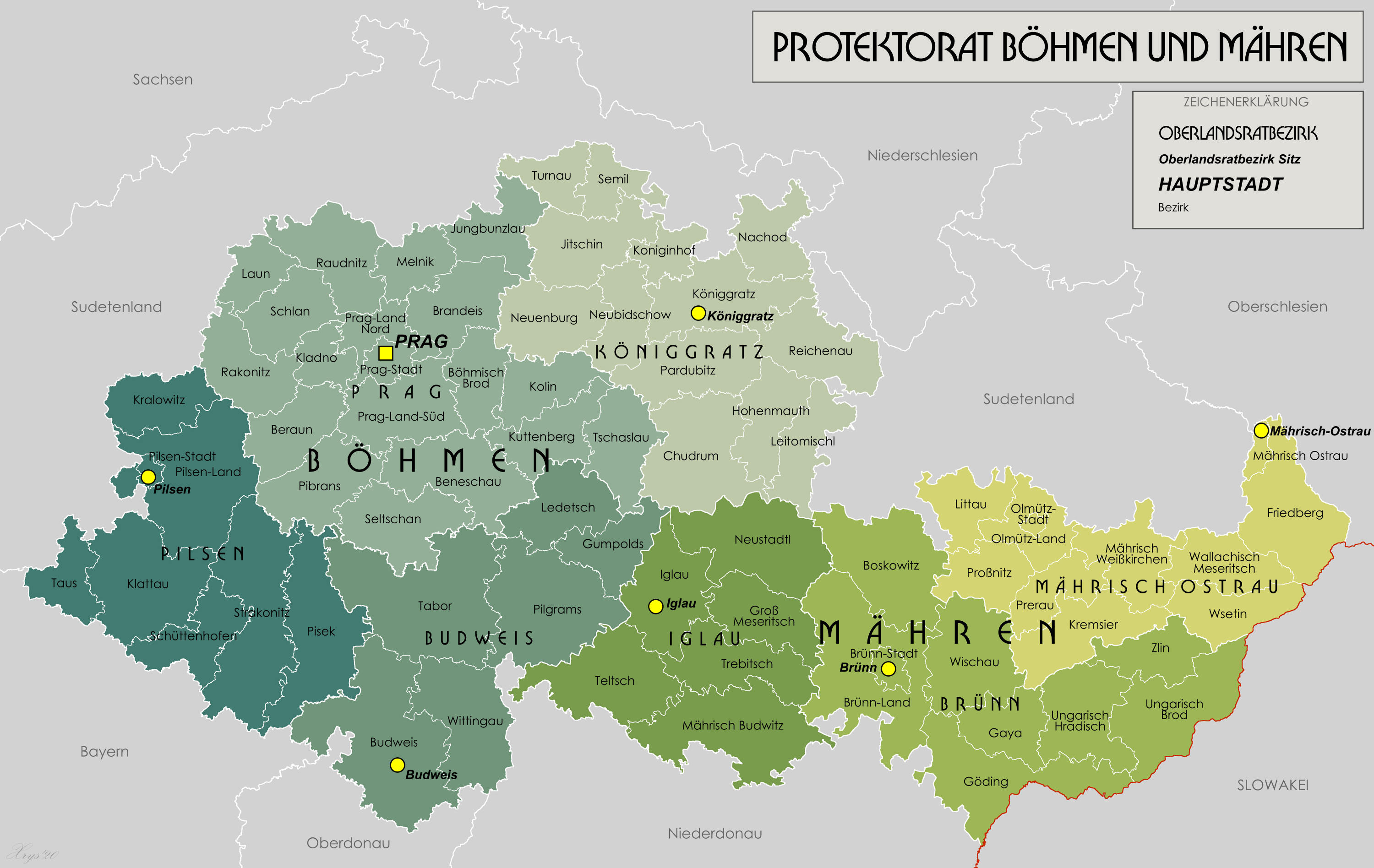
Carte administrative du protectorat de Bohême-Moravie.

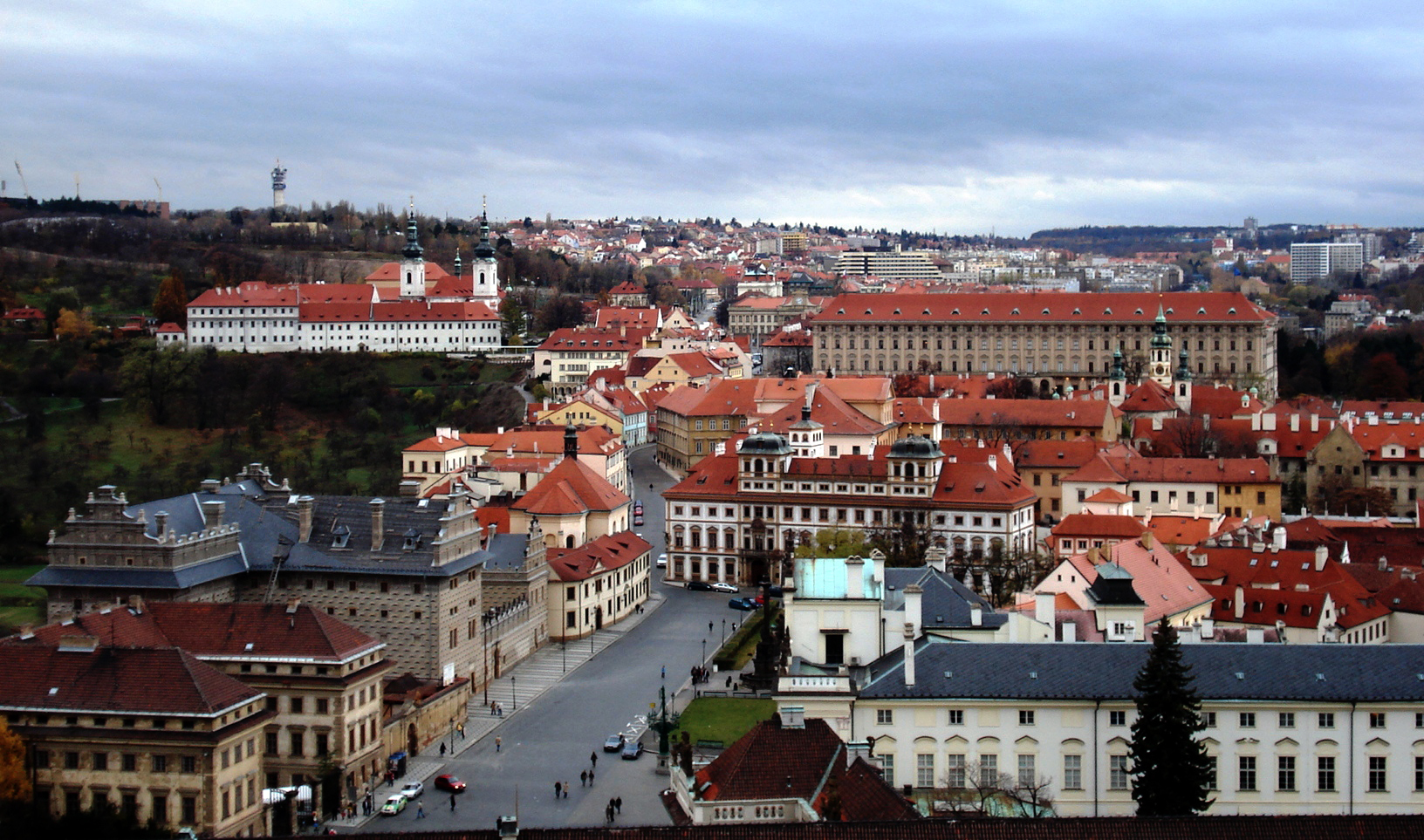
Partie ouest du Hradčany, vue à partir d'une tour de la cathédrale Saint-Guy (située dans l’enceinte du « château ») : le palais Černín, siège du protectorat, est le bâtiment à la large façade ocre clair situé à l'arrière-plan au centre droit.
Au premier plan à droite, le palais épiscopal à la façade blanche.

Le protectorat de Bohême-Moravie est l’entité politique mise en place le 16 mars 1939 par le Troisième Reich pour administrer les territoires résiduels de la Bohême-Moravie après l’annexion en octobre 1938 de la région des Sudètes, consécutive aux accords de Munich du 30 septembre 1938.  
Le 15 mars 1939, l’Allemagne nazie occupe la Bohême-Moravie, tandis que la République slovaque, nouvel État satellite de l’Allemagne, proclame son indépendance par la voix de Jozef Tiso : c’est le démembrement de la première république tchécoslovaque. Le lendemain 16 mars 1939, Adolf Hitler décrète le Protektorat et nomme Emil Hácha, éphémère président de la Tchécoslovaquie diminuée, « président d’État ». Mais la réalité du pouvoir est exercée par le Reichsprotektor allemand. Konstantin von Neurath occupe cette fonction de  septembre 1939 à août 1943. À partir du 29 septembre 1941 le pouvoir est de facto exercé par le dirigeant du RSHA, Reinhard Heydrich jusqu’à son décès le 4 juin 1942, puis par Kurt Daluege, chef de l’Ordnungspolizei. Tous deux appliquent une politique répressive et mortifère, Neurath étant mis à l’écart par Hitler qui le juge trop conciliant. 
La superficie du protectorat de Bohême-Moravie a été de 56 600 kilomètres carrés soit 22 270 km2 de moins que les 78 870 km2 de la Bohême-Moravie-Silésie tchécoslovaque d’avant les accords de Munich. Les 22 270 km2 représentent la « région des Sudètes »  annexée par l’Allemagne nazie.

## L'occupation allemande
Le statut du protectorat est régi par un décret d’Hitler du 16 mars 1939 : le protectorat ne dispose d’aucune représentation propre à l’étranger et sa maigre armée sous contrôle de son gouvernement n’a qu’un rôle d’auxiliaire des troupes d’occupation nazies. Dans chaque province, l’autorité est exercée par un Oberlandrat. Seul un parti collaborateur est autorisé : l’Alliance nationale que les Allemands font plébisciter à 99 % des voix en mai 1939 ; il n’y a plus de parlement.
À la tête du Protectorat, le président et le gouvernement n’ont pas de réelles responsabilités. Le véritable pouvoir est entre les mains d’un Reichsprotektor (Protecteur du Reich), Konstantin von Neurath, et l’administration est tenue en main par le secrétaire d’État du Protectorat, Karl Hermann Frank. Les divers services de police allemands comme la Sicherheitsdienst ou la Gestapo opèrent sur l’ensemble du territoire du Protectorat et persécutent les opposants politiques tchèques, les nombreux réfugiés politiques allemands qui n’ont pas pu s’échapper avant le 15 mars 1939 ainsi que les Juifs et les Roms.
Les premiers mois qui suivent la mise en place du Protectorat, l’occupation allemande respecte, comme en France et contrairement à la Pologne, les principes des conventions de Genève : les occupants s’efforcent de gagner les ouvriers tchèques dont le travail leur est nécessaire et réservent la répression aux intellectuels auxquels le déclenchement de la Seconde Guerre mondiale a pu donner quelque espoir. Mais cette relative « douceur » ne dure pas : l’artiste Alfons Mucha meurt des suites d'une pneumonie peu après un interrogatoire par la Gestapo en juillet 1939. 
Le 28 octobre 1939, à l’occasion de l’anniversaire de l’indépendance de la Tchécoslovaquie en 1918, de grandes manifestations ont lieu pour protester contre l’occupation et, au cours des affrontements avec la police, un étudiant, Jan Opletal, est blessé mortellement par un agent de police allemand. Les forces d’occupation allemandes prennent alors prétexte des manifestations d’étudiants déclenchées par l’annonce de la mort d’Opletal pour fermer les écoles supérieures. Neuf leaders du mouvement étudiant sont fusillés et de nombreux autres étudiants envoyés en camps de concentration en Allemagne. L’Éducation nationale est confiée à un collaborateur convaincu, le colonel Moravec.
Trouvant Konstantin von Neurath trop clément, Adolf Hitler lui nomme un adjoint (Stellvertretender) : c’est Reinhard Heydrich qui de facto devient Reichsprotektor in Böhmen und Mähren le 24 septembre 1941. Dès son arrivée à Prague, Heydrich durcit l’occupation allemande. Son premier geste est de faire condamner à mort le premier ministre Alois Eliáš, dont il n’avait eu de cesse de demander l’exécution. Entre le 27 septembre et le 29 novembre, il fait fusiller plus de quatre cents Tchèques. La Gestapo est de plus en plus active et elle fera disparaître plus de quatre mille opposants ou résistants. De nombreux intellectuels sont exécutés : Vladislav Vančura en 1942 et Julius Fučík en 1943.
À côté de sa politique de terreur, Heydrich tente également de s’attirer la sympathie de la population en augmentant les rations alimentaires, en faisant bénéficier la population des lois sociales allemandes et en luttant contre le marché noir. Cette politique populaire de Heydrich affaiblit la résistance tchèque. Londres estime alors qu’il devient l’homme à abattre et parachute un commando de résistants tchécoslovaques, comprenant le Slovaque Jozef Gabčík et le Tchèque Jan Kubiš, pour accomplir la mission. Ces derniers ne font que blesser le Stellvertretender Reichsprotektor Heydrich dans un attentat commis le 27 mai 1942 et pensent avoir échoué, mais le haut dignitaire nazi meurt des suites de ses blessures le 4 juin. Les dures représailles exercées ensuite par les forces d’occupation se poursuivent durant tout l’été et font près d’un millier de victimes, le massacre des habitants du village de Lidice en étant l’épisode le plus tragique. 

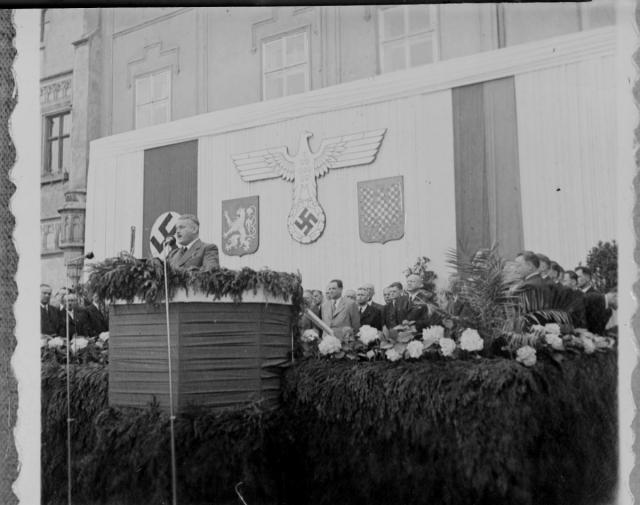
Jaroslav Krejčí, chancelier du protectorat, lors d’un discours à Tábor. La décoration à l’arrière de la tribune présente successivement (de gauche à droite, de bas en haut) : le drapeau du IIIe Reich, l’aigle nazi déployant ses ailes « protectrices » au-dessus des écus portant, respectivement, le lion de Bohême et l’aigle morave, et enfin à droite le drapeau du protectorat de Bohême-Moravie.

## Personnes ayant exercé la fonction de «gouverneur de Bohême-Moravie» (Reichsprotektor in Böhmen und Mähren)
1. Konstantin von Neurath (1939-1943)
  - Reinhard Heydrich, vice-gouverneur (1941-1942)
  - Kurt Daluege, vice-gouverneur (1942-1943)
2. Wilhelm Frick (1943-1945)
  - Karl Hermann Frank, ministre d’État (1943-1945)

Heydrich et Daluege n'ont pas eu le titre de gouverneur (en allemand : Protektor), même si de fait ils ont exercé la fonction ; en effet, Neurath est resté en poste jusqu'à être remplacé par Frick. Heydrich et Daluege ont donc porté le titre de gouverneur adjoint (ou vice-gouverneur : Stellvertretender Reichsprotektor in Böhmen und Mähren) ; Neurath était, pendant ce temps, absent pour raisons de santé. De manière voisine, lorsque Frick perd son poste de ministre de l'Intérieur et devient gouverneur, c’est Frank qui, en place depuis de longues années, en traitant toutes les affaires courantes, exerce de fait l'autorité de gouverneur avec le titre de ministre d’État, formellement rattaché à Frick.

## Persécutions raciales
Avant la Seconde Guerre mondiale, la loi tchécoslovaque, suivant en cela l'exemple austro-hongrois d'avant la Première Guerre mondiale, distinguait la citoyenneté selon le droit du sol (par définition tchécoslovaque) de la nationalité selon le droit du sang (également reconnue sur base déclarative : tchèque, slovaque, allemande, juive, polonaise, ukrainienne/ruthène, roumaine, hongroise, rom/tsigane)... Tant que la démocratie parlementaire de la Première république tchécoslovaque fonctionnait, cela n'avait que des incidences culturelles (enseignement et médias dans les différentes langues, subventions aux divers lieux de culte), mais au moment de l'invasion du pays par les nazis, les statistiques ethniques de l'administration aident l'occupant dans son œuvre létale de discrimination raciale. Elles serviront également, après-guerre, pour mettre en œuvre l'expulsion des Allemands des Sudètes dans le cadre des décrets Beneš.

### Persécution des Juifs
Dès les premiers jours du protectorat, les lois de Nuremberg sur le statut des Juifs sont mises en application par le Reichsprotektor von Neurath. Les Juifs sont exclus de la société tchèque par toute une série de réglementations de l'occupation allemande. Ils doivent porter des insignes particuliers, leur liberté de circulation est limitée, leurs rations alimentaires sont réduites, ils n'ont pas le droit de participer à des manifestations culturelles ou sportives et les enfants ne peuvent pas aller à l'école.
Dans une seconde étape, les biens des Juifs sont confisqués et les Juifs sont progressivement déportés dans le camp de concentration de Theresienstadt, en Bohême, présenté par les nazis comme une colonie juive modèle. Sur les 141 184 Juifs qui y transitent, la moitié venait du Protectorat, l'autre est principalement constituée de vieillards provenant d'Allemagne et d'Autriche, dont beaucoup meurent sur place. L'essentiel des déportés tchèques sont ensuite redirigés vers le camp d'extermination d'Auschwitz.
Au total, selon un rapport allemand, 69 677 Juifs du Protectorat avaient été déportés à la fin de l'année 1942 ; il n'en restait plus que 15 550. À la fin de la guerre, on n'en comptait plus que 6 550, hors des camps. Pour la plupart, il s'agissait de membres de couples mixtes.

### Persécution des Roms (Tziganes)
Depuis 1927, la Tchécoslovaquie avait une loi réglementant le nomadisme, et la plupart des Tziganes, premiers concernés, avaient donc des documents d’identité différents de ceux des citoyens sédentaires. Cette situation a facilité le recensement des Roms par les occupants, et le 10 octobre 1941, Reinhard Heydrich décide l’évacuation des Tziganes de Bohême-Moravie. En fait, ils sont concentrés dans deux camps : Lety en Bohême et Hodonín en Moravie. Vers la fin de 1942, Heinrich Himmler décrète qu'en fonction de leurs classifications raciales, un certain nombre de Tziganes sont autorisés à survivre, d'autres devaient être stérilisés et d'autres encore déportés à Auschwitz pour y être exterminés. Finalement entre 22 000 et 23 000 Tziganes d'Allemagne, d'Autriche, du Protectorat, de Pologne, de Belgique, des Pays-Bas et du Nord de la France sont arrivés à Birkenau où une section spéciale leur est réservée.

## Fin du protectorat
Le 21 septembre 1944, l’Armée rouge, secondée par les armées roumaine et bulgare, commence à libérer l’ex-territoire tchécoslovaque. Edvard Beneš arrive par avion le 5 avril 1945 et constitue le lendemain un gouvernement de coalition, rétablissant la République tchécoslovaque. Le 5 mai, l’insurrection de Prague éclate. À l’ouest, l’armée américaine progresse également mais s’arrête à Plzeň le 6 mai 1945. À l’est, Soviétiques et Roumains arrivent le 7 mai à Chotěboř-Humpolec, à l’est de Prague, d’où l’état-major soviétique déclenche l’offensive de Prague, sa dernière attaque d’envergure dans le conflit mondial en Europe. Prague tombe le 9 mai ; Emil Hácha est arrêté le 14 mai et transféré dans un hôpital militaire où il meurt à près de 73 ans.